# Volvo 7500
A Volvo 7500 a Volvo városi-elővárosi alacsony padlós csuklós és duplacsuklós busza volt, melyet 2005 és 2011 között gyártottak a Volvo säfflei gyárában a Volvo 5000A utódjaként. A busz különlegessége, hogy a többi csuklós Volvo autóbusszal ellentétben a motor nem a hátsó kocsiszekrényben, hanem az elsőben kapott helyet, ezáltal maga a busz nem toló-, hanem húzócsuklós.
Az autóbuszokat Volvo B9LA és Volvo B9S alvázakra építették. Az előbbiket CNG-s meghajtással látták el, és Stockholm, Linköping és Skåne térségébe kerültek, az utóbbiak pedig Göteborgba. A B9S alvázas buszok egy része 24 méteres duplacsuklós buszok voltak.
2007-ben a BKV egy csuklós és egy duplacsuklós 7500-at tesztelt a 7-es és a 200-as busz vonalán.
A Volvo 2008-ban leállította a B9LA alvázas csuklósok gyártását, és az ugyancsak Volvo B9LA épült Volvo 7700A-ra összpontosított. A 18 méteres 7500 és a 7700A utódját, a Volvo 7900A-t 2011-ben mutatták be, így a 7500-asok gyártása teljesen leállt, a 7700A pedig még gyártásban maradt egy évig. A 24 méteres 7500 nem kapott utódot.
2015-ben több csuklós Volvo 7500 Svédországból átkerült Bolognába és Tallinnba.
2020. december 13-ától a Transdev új, környezetbarát Volvo 7900 EA és Mercedes-Benz CapaCity L buszokat, amivel egy időben a duplacsuklós Volvókat elkezdték kivonni Göteborg közlekedéséből.

## Fordítás
- Ez a szócikk részben vagy egészben  a   Volvo 7500 című svéd Wikipédia-szócikk fordításán alapul.  Az eredeti cikk szerkesztőit annak laptörténete sorolja fel. Ez a jelzés csupán a megfogalmazás eredetét és a szerzői jogokat jelzi, nem szolgál a cikkben szereplő információk forrásmegjelöléseként.